# Mark Buehrle
Mark Buehrle (* 23. März 1979 in Saint Charles, Missouri) ist ein ehemaliger US-amerikanischer Baseballspieler.
Buehrle wurde 1998 von den Chicago White Sox gedraftet. Sein Debüt bei den Chicago White Sox gab er in der Saison 2000. Seit 2001 gehört er als Starting Pitcher zur Rotation des Teams mit mehr als 30 Starts im Jahr. Erstmals 2002 und danach 2005, 2006 und 2009 nahm er für die American League am All-Star Game teil.
Seinen ersten No-Hitter warf Buehrle am 18. April 2007 gegen die Texas Rangers. Am 23. Juli 2009 gelang ihm in einem Heimspiel gegen die Tampa Bay Rays ein Perfect Game, welches im Baseball nur äußerst selten erreicht wird. Im gleichen Jahr gewann er zudem seinen ersten Gold Glove, eine Auszeichnung für hervorragende Defensivleistungen.
2012 spielte Buehrle für die Miami Marlins, mit denen er einen 4-Jahres-Vertrag über 58 Millionen Dollar unterschrieb. Am 19. November 2012 handelten die Miami Marlins mit den Toronto Blue Jays einen Spieleraustausch aus. Von dort an spielte Buehrle bis 2015 für die Toronto Blue Jays und beendete danach seine aktive Karriere. 